# 나오가온구

방글라데시 나오가온구

나오가온구(벵골어: নওগাঁ জেলা)는 방글라데시 북부에 위치한 구로, 라지샤히주의 일부이다. 이름은 본부인 나온가온 사다르 우파질라의 도시인 나오가온의 이름을 따서 지어졌다.

## 인구
| 연도     | 인구      | ±% p.a. |
| -------- | --------- | ------- |
| 1974     | 1,424,082 | —       |
| 1981     | 1,730,078 | +2.82%  |
| 1991     | 2,148,053 | +2.19%  |
| 2001     | 2,391,555 | +1.08%  |
| 2011     | 2,600,157 | +0.84%  |
| 2022     | 2,784,598 | +0.62%  |
| Sources: |           |         |

2022년 방글라데시 인구 조사에 따르면, 나오가온구의 인구는 2,784,598명이고, 그 중 13,74,312명은 남성이고 14,08,840명은 여성이다. 농촌 인구는 23,67,082명(85.01%)인 반면 도시 인구는 4,16,243명(14.99%)이었다. 7세 이상 인구의 문맹률은 72.14%이며, 남성은 74.66%, 여성은 69.70%이다. 이는 2001년 44.39%, 1991년 28.40%에 비해 증가한 수치이다. 나오가온구는 1991년부터 2001년까지 10년간 11.33%에서 감소한 8.73%의 10년간 성장률을 보였다.

## 경제
오늘날 나오가온구는 방글라데시의 빵 바구니로 여겨진다. 바렌드라주 중부에 위치하며 면적은 약 3,435.67km2(1,326.52km2), 면적의 80%는 경작 중이다. 그 지역의 토양은 롬이라고 불리는 비옥한 무기 점토이다.
이 지역의 총 인구는 약 28헥타르이며, 이 지역의 인구 대부분은 농부이다. 문맹률은 72.14%이다. 이 지역에서 재배되는 작물로는 논, 망고, 황마, 밀, 옥수수, 사탕수수, 감자, 콩, 식물성 기름, 가지, 양파, 마늘이 있다. 2009-2010년 논과 밀의 총 생산량은 8,26,835톤의 흑자를 포함하여 13,58,432톤(우리 성장 경제의 약 39%)이었다. 오늘날 이곳은 쌀 생산 부문에서 가장 높은 순위를 차지하고 있으며, 모든 구 중에서 가장 많은 쌀 가공 공장이 있다.